# كلارنس فون روزين
كلارنس فون روزين (بالسويدية: Clarence von Rosen)‏ هو لاعب باندي ‏ وضابط سويدي، ولد في 12 مايو 1867 في أبرشية الكنيسة العظيمة ‏ في السويد، وتوفي في 19 أغسطس 1955 في  في السويد.

## وصلات خارجية
- كلارنس فون روزين على موقع أوليمبيديا (الإنجليزية)